# Kacklesjön (Åsenhöga socken, Småland, 636861-138420)
Kacklesjön är en sjö i Gnosjö kommun i Småland och ingår i Lagans huvudavrinningsområde.